# Вековно дърво
Вековно дърво е дърво, което поради голямата си възраст, размер или състояние е с изключителна културна, ландшафтна или природозащитна стойност.

## В България
В регистъра на вековните дървета в България са включени общо над 1600 вековни дървета от страната от 71 вида, обявени за защитени съгласно Закона на биологичното разнообразие.
Сред най-известните дървета в България е Старият бряст (Сливен) – „Европейско дърво на годината“ през 2014 г.